# George Townshend, 3. Marquess Townshend

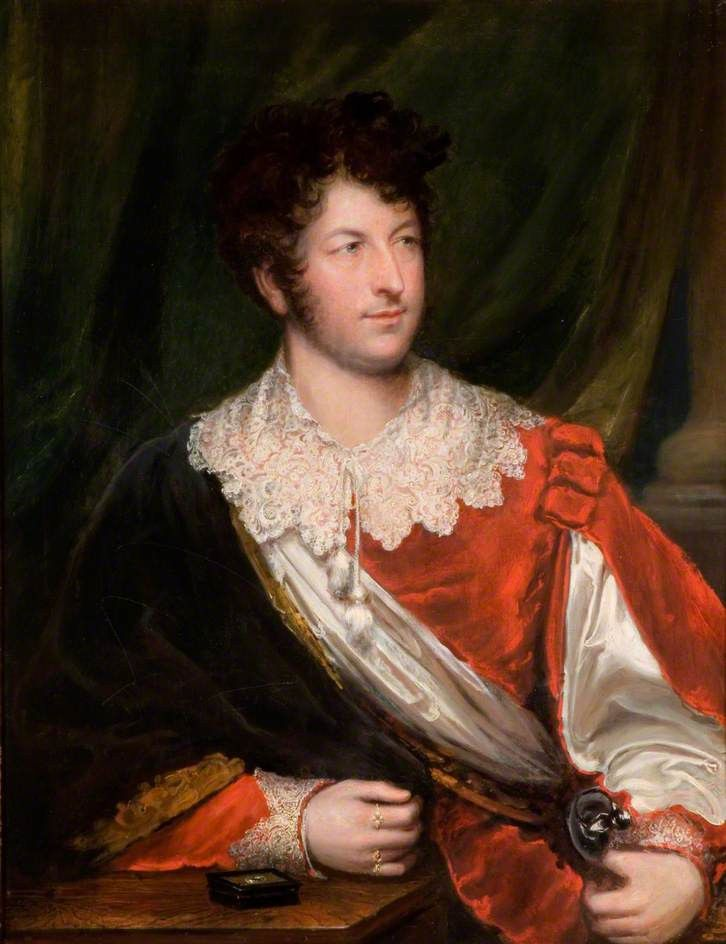
George Townshend, 3. Marquess Townshend

George Ferrars Townshend, 3. Marquess Townshend (* 13. Dezember 1778 in London; † 31. Dezember 1855 in Genua) alias George Compton war ein britischer Adliger.

## Familie und Ausbildung
George Townshend war der älteste Sohn von George Townshend, 2. Marquess Townshend, aus dessen Ehe mit Charlotte Ellerker. Als sein Vater 1782 zum Earl of Leicester erhoben wurde, erlangte er als dessen Heir apparent den Höflichkeitstitel Lord Chartley, und nachdem der Vater 1807 Marquess Townshend wurde, führte der Sohn den Höflichkeitstitel Earl of Leicester. Er besuchte von 1792 bis 1796 das Eton College und studierte ab 1798 am Trinity College der Universität Cambridge.

## Ehe mit Sarah Gardner
1807 heiratete Townshend Sarah Gardner, Tochter und Erbin des wohlhabenden Landbesitzers William Dunn Gardner, die ihn jedoch nach einem Jahr wieder verließ. Die Ehe wurde niemals formell aufgehoben, obwohl Sarah Gardner die kirchliche Annullierung beantragt hatte, da ihr Mann impotent und die Ehe nicht vollzogen worden sei; er sei nicht „wie ein Mann gebaut“. Im November 1809 verklagte Townshend eine Zeitung wegen übler Nachrede auf 20.000 Pfund Schmerzensgeld; die Informationen zum Artikel kamen offensichtlich von seiner Frau. Im Prozess kam zur Sprache, dass das Ehepaar lediglich drei Nächte miteinander verbracht hatte. Zeugen berichteten, dass Lord Chartley während seiner Studienzeit in Cambridge in Frauenkleidern auf die Straße gegangen und in der Stadt „Lady Chartley“ genannt worden sei. Er habe eine enge Beziehung zu seinem Diener gehabt. Ein anderer Zeitzeuge beschrieb ihn als „einen sehr weibischen jungen Mann“, der rosafarbene Schleifen an seinen Schuhen getragen habe. Townshend, der sich inzwischen schon in Paris aufhielt, wurden letztlich 1000 Pfund Schmerzensgeld zugesprochen.
Nachdem Sarah Gardner sich von ihrem Mann getrennt hatte, heiratete sie (wegen Bigamie rechtlich unwirksam) 1809 in Gretna Green den Brauer John Margetts. Dieser Verbindung entstammten mindestens fünf Kinder, die bis 1823 den Namen ihres biologischen Vaters trugen. Da die Ehe mit George nie wirksam aufgehoben worden war, galten die Kinder zunächst formell als ehelich geboren und Townshend als ihr Vater. Im Hinblick auf Erbansprüche auf dessen Titel und Vermögen nannten die Kinder sich ab 1823 Townshend, ihre Mutter Marchioness of Townshend und der älteste Sohn Earl of Leicester. Erst 1842 auf Antrag von George Townshends Bruder Charles wurden Sarahs Kinder durch einen Act of Parliament für illegitim erklärt und damit aus der Erbfolge ausgeschlossen. Der älteste Sohn, der inzwischen als Abgeordneter für Bodmin im House of Commons saß, nahm daraufhin mit königlicher Erlaubnis den Mädchennamen seiner Mutter Dunn Gardner an. Sarah Townshend wurde unter ihrem adligen Namen beerdigt, obwohl sie zwei Jahre vor ihrem Tod 1858 nochmals (rechtlich unwirksam) geheiratet hatte.

## Leben nach der Ehe
Etwa im Jahre 1811 wurde George Townshend von seinem Vater wegen seiner Homosexualität und seines Transvestitismus (evtl. auch Transgeschlechtlichkeit) – als unpleasant occurance (deutsch: „unerfreuliche Erscheinung“) umschrieben – zugunsten seines jüngeren Bruders Charles enterbt. Die Enterbung betraf wesentliche Teile des Vermögens, aber nicht die Adelstitel seines Vaters. Bei dessen Tod im Juli erbte er dessen Titel als 3. Marquess Townshend, 2. Earl of Leicester, 6. Viscount Townshend, 18. Baron Ferrers of Chartley, 9. Baron Compton, 6. Baron Townshend und 8. Baronet, of Raynham. Seinen mit den Titeln verbundenen Sitz im House of Lords nahm er niemals ein, sondern lebte im Ausland unter dem Namen Mr. Compton, hauptsächlich in Genua, wo er im Alter von 77 Jahren starb und auch beerdigt wurde.
Der Titel Earl of Leicester erlosch beim Tod von George Townshend, die Baronien Ferrers of Chartley und Compton fielen in Abeyance zwischen seinen drei Schwestern bzw. deren Nachkommen. Den Marquess- und Viscounttitel, die Baronie Townshend und die Baronetcy erbte sein Cousin John Townshend als 4. Marquess.